# Stenotabanus fuliginosus
Stenotabanus fuliginosus är en tvåvingeart som först beskrevs av Lutz och Arthur Neiva 1914.  Stenotabanus fuliginosus ingår i släktet Stenotabanus och familjen bromsar. Inga underarter finns listade i Catalogue of Life.